# Quiina juruana
Quiina juruana är en tvåhjärtbladig växtart som beskrevs av Ernst Heinrich Georg Ule. Quiina juruana ingår i släktet Quiina och familjen Ochnaceae. Inga underarter finns listade i Catalogue of Life.